# Paroisse de Saint-Joseph
Pour les articles homonymes, voir Saint-Joseph.
La paroisse de Saint-Joseph est à la fois une paroisse civile et un ancien district de services locaux (DSL) canadien un DSL du comté de Madawaska, au nord-ouest du Nouveau-Brunswick. Le 1er janvier 2023, une partie a été fusionnée à la cité d'Edmundston, et une autre au district rural du Nord-Ouest.

## Géographie

Situation de Saint-Joseph dans le comté de Madawaska.

La paroisse comprend les hameaux de Ciquart, Deuxième-Sault, Lévesque, Rang-des-Bossé et Saint-Joseph-de-Madawaska. Francoeur est séparé avec la paroisse de Saint-Basile.
La paroisse de Saint-Joseph est généralement considérée comme faisant partie de l'Acadie, quoique l'appartenance des Brayons à l'Acadie fasse l'objet d'un débat.

## Histoire
La municipalité du comté de Madawaska est dissoute en 1966. La paroisse de Saint-Joseph devient un district de services locaux en 1967.
L'école Saint-Joseph est inaugurée en 1969.
Saint-Joseph-de-Madawaska est l'une des localités organisatrices du Ve Congrès mondial acadien en 2014.

## Démographie
| 2001  | 2006  | 2011  | 2016  |
| ----- | ----- | ----- | ----- |
| 1 717 | 1 696 | 2 171 | 1 538 |

## Économie
Entreprise Madawaska, membre du Réseau Entreprise, a la responsabilité du développement économique.

## Administration

### Comité consultatif
En tant que district de services locaux, Saint-Joseph est administré directement par le Ministère des Gouvernements locaux du Nouveau-Brunswick, secondé par un comité consultatif élu composé de cinq membres dont un président.
| Période                                  | Période | Identité        | Étiquette | Qualité |
| ---------------------------------------- | ------- | --------------- | --------- | ------- |
|                                          |         | Brigitte Martin |           |         |
|                                          |         |                 |           |         |
| Les données manquantes sont à compléter. |         |                 |           |         |

### Commission de services régionaux
La paroisse de Saint-Joseph fait partie de la Région 1, une commissions de services régionaux (CSR) devant commencer officiellement ses activités le 1er janvier 2013. Contrairement aux municipalités, les DSL sont représentés au conseil par un nombre de représentants proportionnels à leur population et leur assiette fiscale. Ces représentants sont élus par les présidents des DSL mais sont nommés par le gouvernement s'il n'y a pas assez de présidents en fonction. Les services obligatoirement offerts par les CSR sont l'aménagement régional, l'aménagement local dans le cas des DSL, la gestion des déchets solides, la planification des mesures d'urgence ainsi que la collaboration en matière de services de police, la planification et le partage des coûts des infrastructures régionales de sport, de loisirs et de culture; d'autres services pourraient s'ajouter à cette liste.

### Représentation et tendances politiques
Nouveau-Brunswick: Saint-Joseph fait partie de la circonscription provinciale de Madawaska-les-Lacs, qui est représentée à l'Assemblée législative du Nouveau-Brunswick par Yvon Bonenfant, du Parti progressiste-conservateur. Il fut élu en 2010.
 Canada: Saint-Joseph fait partie de la circonscription fédérale de Madawaska—Restigouche, qui est représentée à la Chambre des communes du Canada par Jean-Claude D'Amours, du Parti libéral. Il fut élu lors de la 38e élection générale, en 2004, puis réélu en 2006 et en 2008.

## Infrastructures et services
L’école Saint-Joseph accueille les élèves de la maternelle à la 8e année. C'est une école publique francophone faisant partie du district scolaire #3. Saint-Joseph-de-Madawaska possède aussi une caserne de pompiers et un bureau de poste. Le poste d'Ambulance Nouveau-Brunswick le plus proche est plutôt à Edmundston. L'hôpital régional d'Edmundston dessert la région.
Les francophones bénéficient du quotidien L'Acadie nouvelle, publié à Caraquet, ainsi qu'à l'hebdomadaire L'Étoile, de Dieppe. Ils ont aussi accès aux hebdomadaires Le Madawaska et La République, d'Edmundston. Les anglophones bénéficient des quotidiens Telegraph-Journal, publié à Saint-Jean, et The Daily Gleaner, publié à Fredericton.